# Gilberto Chamba
Gilberto Antonio Chamba Jaramillo, (n. Machala, Província d'El Oro, Equador, 1963), és un assassí en sèrie equatorià de malnom "El Monstre de Machala" per la brutalitat amb la qual va assassinar les seves víctimes a la província d'El Oro, al sud-oest equatorià. El 2019 es troba reclòs complint condemna en el Centre Penitenciari de Quatre Camins, en el Mòdul 6. Després de ser detingut el 1993, acusat de l'assassinat i violació de vuit dones i la violació d'altres dues, Chamba va pronunciar aquestes úniques paraules:
| « | Jo les violava després de mortes, aquesta era la meva satisfacció personal. Sóc culpable i en això he estat sol. | » |

## Crims
Segons registren diversos mitjans impresos equatorians en aquella època, Chamba va explicar als policies equatorians que l'interrogaren cadascun dels passos que va seguir abans, durant i després dels crims.
Fou propietari d'un taxi en el qual des de 1988 fins a 1993 va recórrer els carrers de Machala cercant clientes. Totes havien de complir amb un patró determinat: ser joves, estudiants i caminar soles.
Els agents equatorians que van aconseguir la seva captura van narrar que, estant dubtosos que Chamba fos el veritable assassí, tractaven de confondre'l portant-lo a llocs distants del lloc dels assassinats; no obstant això, amb una fredor sorprenent, Chamba els corregia i els portava on va violar i va matar les víctimes.
Una crònica de diari El País, d'Espanya, rescata el testimoniatge de Fausto Terán, un policia equatorià retirat que va participar en la captura d'«El Monstre de Machala». «Segons em va confessar Chamba no practicava penetració vaginal a les seves víctimes. Pràcticament els estacava un instrument similar a un bastó, que havia manat fabricar expressament. A moltes, les enfilava amb tal violència que l'instrument sortia per les seves boques», va destacar.

## Condemna a l'Equador
De les seves deu víctimes en l'Equador, dues eren menors d'edat. I el testimoniatge d'una treballadora sexual, una de les dues dones que va sobreviure als seus atacs, va servir per iniciar el procés penal en contra seva, que va acabar amb una sentència de 16 anys de presó. Una sentència de la qual amb prou feines va complir-ne set anys, doncs es va acollir al benefici del 2x1, que rebaixava les penes dels presos amb bona conducta a la meitat i va rebre un any més d'indult a causa del jubileu 2000, que atorgava aquest temps de gràcia o perdó.

## Migració a Espanya
El 9 de novembre de 2000, després de complir la seva pena i després de netejar el seu historial policial-un benefici que només és possible en l'Equador-, Gilberto, qui fins aleshores estava casat i tenia filles amb la seva esposa Mariela, va decidir traslladar-se a Espanya. Un vol el va portar fins a Amsterdam i d'allí es va traslladar a l'aeroport de Barajas a Madrid, on l'esperaven dues de les seves germanes.
Des de llavors, Chamba va realitzar diversos treballs que van variar entre obrer de paleta i porter dels veïns de l'edifici on vivia amb els seus familiars i núvies casuals.
Per a setembre de 2004, Chamba finalment va aconseguir llogar-se com a vigilant de pàrquing del complex d'entreteniment Illa de l'Oci, situat prop de la Facultat de Dret, en la localitat de Lleida.
Allí complia no només amb funcions de vigilant, sinó que a més col·laborava amb els dependents que netejaven les sales de cinema.

## El nou assassinat
Els sis anys d'aparent tranquil·litat per a la família de Chamba, els quals van sofrir de prop el seu empresonament en l'Equador, van acabar quan Gilberto va ser detingut el primer de desembre de 2004, acusat d'haver violat i assassinat a Maria Isabel Bascuñana, una estudiant de la Facultat de Dret de la Universitat de la localitat.
Bascuñana generalment deixava el seu cotxe estacionat en l'aparcament del cinema, doncs temia la foscor de l'exterior.
L'última vegada que hom la hi va veure amb vida va ser la nit del 23 de novembre. Els seus pares van parlar amb ella a les 22.00 hores aproximadament, quan els va indicar que no anava a sopar a casa.
El seu cos va ser trobat l'endemà passat a pocs carrers del cinema. Tenia un mocador lligat al coll, algunes borses d'escombraries tractaven d'amagar el seu cos i havia estat brutalment violada.
Llavors van sorgir diverses hipòtesis sobre la seva mort. Algunes parlaven d'un crim passional, unes altres de venjança, però les seves amigues van donar la clau per atrapar al presumpte assassí.

### Les pistes que el delaten
Dins de les recerques realitzades per la policia catalana, es va poder recopilar testimoniatges de les amigues de María Bascuñana, els quals van lliurar dades suficients perquè poguessin detenir a Chamba.
Segons van narrar als agents, María els havia comentat que Chamba l'assetjava sexualment quan anava a deixar o a retirar el seu vehicle del pàrquing del cinema. Aquesta versió va ser complementada per les d'altres noies que van indicar que regularment Chamba els demanava els seus números de telèfon amb l'excusa que si arribava a succeir qualsevol cosa dolenta amb els seus automòbils les cridaria immediatament.
No obstant això, moltes d'elles van rebre trucades d'assetjament sexual i l'única explicació que van trobar és que el vigilant del pàrquing realitzava les telefonades. Aquesta hipòtesi es va confirmar quan els agents van estudiar la factura del telèfon mòbil de María. Després de realitzar un registre de les trucades entrants i sortints hores abans i després de la seva violació i assassinat van poder constatar que el seu assassí va fer dues trucades a línies on s'oferia sexe telefònic. Les trucades van durar entre cinc i sis minuts.
Aquesta fou una de les pistes que va conduir als agents a considerar Chamba com el principal sospitós de la mort. Addicionalment a aquesta dada, els agents van al·legar en el judici haver trobat a l'interior de la guantera del vehicle de María, borses d'escombraries similars a les quals intentaven cobrir el seu cos. Aquestes bosses eren molt similars a les quals utilitzaven les persones de neteja dels cinemes per portar els residus. Immediatament van relacionar el fet amb Chamba, en ser ell un dels ajudants de neteja.
En un primer moment Chamba va ser detingut únicament per a recerques, doncs els seus companys de treball, els qui van ser cridats a declarar dins del procés, van dir que no van notar gens estrany la nit del crim i que l'equatorià no es va absentar del seu lloc de treball. A més les versions de veïns i coneguts de Chamba, tots a favor de l'assassí en sèrie manifestaven una bona conducta i amabilitat, el desvirtuaven com el presumpte autor dels fets.
No obstant això, les proves d'ADN realitzades en els residus d'esperma trobats en el cos de la víctima van incriminar directament a Chamba, qui va adduir que la policia va crear un complot per acusar-ho. Segons ell els agents van prendre una mostra d'esperma d'un preservatiu que ell havia usat i després els van introduir en la vagina de María per assenyalar que ell era el culpable. Realitzades les anàlisis i proves corresponents, la Fiscalia va desestimar aquest argument que va ser el principal element incriminatori de l'equatorià.
Però a més d'aquestes proves, la part acusatòria va al·legar l'intent d'ocultament d'informació per part de Chamba, qui en un primer moment en ser interrogat per la policia va ocultar els seus antecedents penals a Equador i un incident a Espanya en el qual va estar relacionat amb tinença d'armes. Al llarg del procés es va provar que el "monstre de Machala" va ocultar el seu passat judicial fins que comunicacions entre la policia catalana, l'interpol i l'equatoriana van confirmar que ell era la mateixa persona sentenciada a Machala per assassinats en sèrie.

## Condemnes a Espanya
La Fiscalia en el judici demanà cinquanta-dos anys de presó. Chamba va rebre una pena de 45 anys dividits en 20 anys pel crim de la jove estudiant catalana Maria Isabel Bascuñana, altres 12 per la seva violació, al mateix temps que li van imposar altres 13 anys per l'intent de violació i assassinat d'una prostituta romanesa qui va atestar en contra seva després de veure les seves imatges i fotografies en mitjans locals, després de la seva detenció.

## Qualificació de l'assassí
El criminòleg Vicente Garrido, assessor de l'ONU en matèria penitenciària qualifica la investigació policial dels Mossos com a brillant. Segons els informes presentats pels forenses i pels pèrits de l'acusació particular, els criminòlegs Vicente Garrido Genovés i Montserrat Salvador Salvans, ens trobem davant del perfil d'un psicòpata integrat que presenta una desviació o parafília que consisteix en la unió de la violència homicida amb l'agressió sexual, molt estesa entre els criminals serials i amb grans possibilitats de reincidència. Com diu l'antic investigador dels crims de Chamba, l'oficial de Policía Fausto Terán, recorda que aquest assassí era un home calculador, manipulador i d'un sadisme superlatiu.